# عادل لامي
عادل لامي من مواليد 13/11/1985 في الكويت ينتمي إلى فئه الكويتيين البدون المهاجرين إلى الدول المجاورة لاعب كرة قدم لغب مع المنتخب القطري كلاعب وسط أيسر و وسط أيمن و صانع ألعاب و رأس حربة و إرتكاز و ظهير أيسر بدأ مسيرته الكروية مع نادي الريان القطري موسم 2001-2002 وبعدها بموسم انتقل لنادي أم صلال وقضى معه نصف موسم ورجع لنادي السابق الريان وفي موسم 2010-2011 انتقل لنادي أم صلال وفي موسم 2011-2012 انتقل إلى نادي لخويا لاعب يمتاز بالسرعة والحيوية والنشاط و صناعة اللعب والكرات العرضية و الراسيات وتسجيل الاهداف ولعبه في 6 مراكز و لعب بعدها لأندية الخريطيات و الغرافة و العربي و حالياً مع نادي معيذر يلعب مع المنتخب الأول .
'معلومات شخصية :'
- الاسم : عادل لامي خالد محمد
- الجنسية : قطري
- تاريخ الميلاد : 13/11/1985
- مكان الميلاد : الكويت
- الطول : 182
- الوزن : 71
- النادي الحالي : لخويا القطري
- الرقم : 7
- الاسم على القميص : A.LAMY
- المركز : وسط أيسر و وسط أيمن و صانع ألعاب و رأس حربة و إرتكاز و ظهير أيسر
- أندية سابقة : الريان، أم صلال

'انتقالاته :'
2010-2009 الريان ---> أم صلال
2010-2009 أم صلال ---> الريان
2011-2010 الريان ---> أم صلال
2012-2011 أم صلال ---> لخويا
'مشواره مع الاندية :' بدأ مسيرته الكروية مع نادي الريان في موسم 2001-2002 شارك أربعة مباريات وفي الموسم التالي شارك مباراتين وسجل هدف وفي الموسم التالي شارك ستة مباريات وفي الموسم التالي شارك سبعة عشر مباراة وسجل هدف وفي الموسم التالي شارك ثلاثة وعشرين مباراة وسجل أربعة أهداف وفي موسم 2006-2007 شارك في الدوري ستة عشر مباراة وسجل هدفين وفي دوري الرديف شارك في مباراتين وسجل هدفين وفي موسم 2008-2009 شارك في الدوري خمسة عشرة مباراة وسجل هدفين وفي دوري الرديف شارك خمسة مباريات وسجل خمسة أهداف 2009-2010 أعير لنادي أم صلال نصف موسم وشارك في الدوري تسعة مباريات وسجل هدف وفي نفس الموسم في النصف الثاني عاد لناديه السابق الريان بعد انتهاء الاعارة وشارك في الدوري سبعة مباريات وفي موسم 2010-2011 انتقل لنادي أم صلال وشارك في الدوري واحد وعشرين مباراة وسجل هدف وفي موسم 2011-2012 انتقل لنادي لخويا وشارك في الدوري عشرين مباراة وسجل ثلاثة أهداف وتتالة مشاركاته مع نادي لخويا في الدوري وغيرها من البطولات.
'مشواره مع المنتخب :' في موسم 2005-2006 سجل عادل لامي أول حضور له مع المنتخب وتتالة مشاركاته وبعد ذلك أستبعد من المنتخب ولكن بعد انتقاله لنادي لخويا وجد الفرصة للعب ورفع معنوياته من لاعبي نادي لخويا والمدرب جمال بلماضي فاستعاد ثقته ولفت نظر الجميع وعادل للمنتخب وله دور فعال مع المنتخب الأول ويعد من اللاعبين الذين تجد عندهم الحلول فيلعب في الظهير الايسر وعلى الجناح في خط الوسط باليسار وارتكاز ووجد في المنتخب الدعم من رئيس اتحاد الكرة الشيخ حمد بن خليفه بن احمد ومن مدرب النتخب لازاروني الذي طالبه بالمزيد من الجهد والعطاء وتتالة مشاركاته مع المنتخب الأول في تصفيات كاس العالم بالبرازيل 2014.
'أهدافه مع النادي الحالي لخويا في البطولات الكبرى :'
1. هدف في قطر في الاسبوع السادس من دوري نجوم قطر موسم 2011-2012
2. هدف في العربي في الاسبوع التاسع من دوري نجوم قطر موسم 2011-2012
3. هدف في الخريطيات في الاسبوع العاشر من دوري نجوم قطر موسم 2011-2012

'إنجازاته :'
1. بطل كاس سمو الأمير مع نادي الريان موسم 2009-2010
2. بطل كاس الشيخ جاسم مع نادي أم صلال موسم 2009-2010
3. بطل دوري نجوم قطر مع نادي لخويا موسم 2011-2012
4. بطل كاس سمو ولي العهد مع نادي لخويا موسم 2012-2013
5. الوصول دور بع النهائي بدوري أبطال آسيا موسم 2012-2013